# Katharinen-Kirche (Beuerbach)

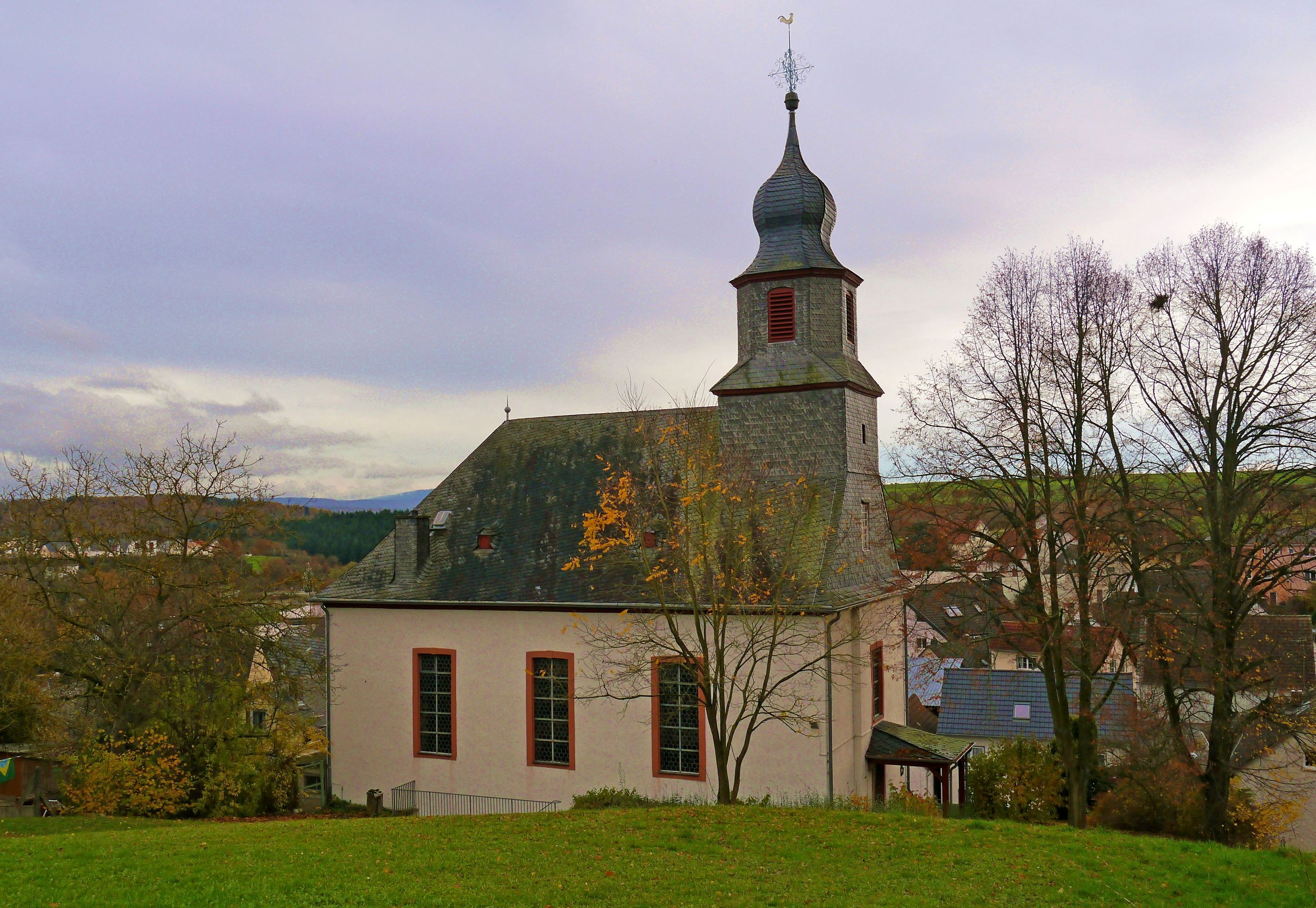
Katharinenkirche von Norden

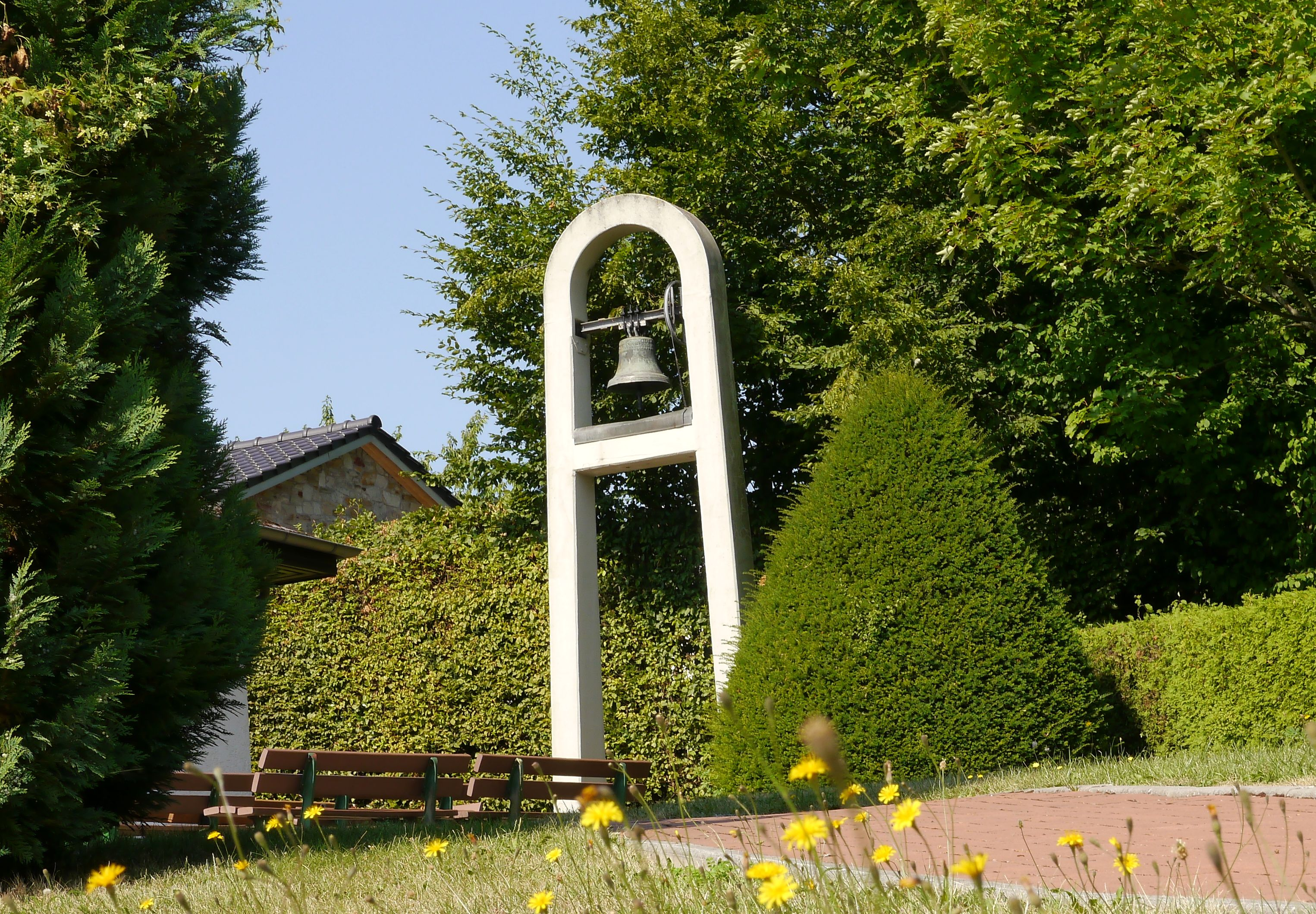
Glockenturm auf dem Friedhof von Beuerbach

Die Katharinen-Kirche ist eine evangelische Kirche in Hünstetten-Beuerbach im Rheingau-Taunus-Kreis. Sie trägt ihren Namen nach der Heiligen Katharina von Alexandrien, der Schutzheiligen der ersten Kapelle am Ort.
Die Kirchengemeinde, die mit denen von Bechtheim und Ketternschwalbach pfarramtlich verbunden ist, gehört zum Dekanat Rheingau-Taunus in der Propstei Rhein-Main der Evangelischen Kirche in Hessen und Nassau (EKHN).

## Beschreibung
Der an erhöhtem Standort am Hang stehende ortsbildprägende Bau wurde 1791 auf den Fundamenten mehrerer Vorgängerkapellen, unter anderem der um 1520 belegten „Catharinenkapelle“ errichtet. Es ist ein typischer schlichter protestantischer barocker Saalbau mit Zwiebeldachreiter, aufgemalter Blendrahmengliederung und hohen Fenstern mit flachem Stichbogenschluss. Die Kirche misst in der Länge 15,50 m, in der Breite ca. 8,70 m und in der Höhe innen ca. 6,86 m.
Innen sieht man eine Korbbogendecke über umlaufendem Holzgesims. Ausgestattet mit dreiseitig angeordneten Emporen auf Rundstützen, befindet sich die Kanzel zentral über dem Altar. Die Gestühlswangen haben geschnitzte Muschelmotive. An der Frontseite befindet sich ein schmaler Portalrisalit mit einem Haubendachreiter und einem achtseitigen Glockenturm mit abschließendem Zwiebeltürmchen. Vom Altarraum aus fällt der Blick auf einen dreiseitigen, eichenhölzernen Emporeneinbau, der von der Frontseite im Eingangsbereich durch zwei seitliche Treppenaufgänge begehbar ist.
Eine Orgel aus dem Jahr 1960 steht auf der Westseite über der Empore.
Die Baluster der Emporentreppen und die sechs Säulen unter den Emporen sind mit Marmormalerei versehen. Die Baluster in barock bauchig geschwungener Form sind aus Eichenholz und stammen aus der Erbauungszeit.
Die Kanzel besteht aus einem achteckigen barocken Kanzelkorb mit schlichtem Schalldeckel.
Das umlaufende Kranzgesims aus Nadelholz entstand 1791 bis 1793. Erhalten geblieben sind auch die Wangen des Kirchengestühls (Sitzbänke). Das Material ist Eichenholz und stammt ebenfalls aus der Erbauungszeit.

## Katharinenglocke
Die Glocke mit der Inschrift „CATHARINA HEIS ICH TIMOTHEUS HARTZ VON HEIDELBERG GOS M(ICH) IN DIE KIRCH BEURBCHA ANNO 1669“ wurde in der Glockengießerei Hartz in Heidelberg gegossen. 1920 wurde sie aus unbekanntem Grund nach Eisighofen verkauft und galt als verschollen. 1964 wurde sie durch Zufall wiederentdeckt. Nach entsprechenden Verhandlungen wurde sie nach Beuerbach zurückgeholt; die Beuerbacher spendeten der Gemeinde Eisighofen eine neue Glocke. 1971 wurde die als zweitälteste Glocke im Idsteiner Land geltende Glocke aus der Kirche entfernt und in einem kleinen Turm auf dem Friedhof als Totenglocke frei aufgehängt.